# Bernd Rabehl
Bernd Rabehl, né le 30 juillet 1938 à Rathenow, est un sociologue allemand. Professeur d'université, il a été l'un des membres les plus connus de l'Union socialiste allemande des étudiants (Sozialistischer Deutscher Studentenbund ou SDS). Il est aujourd'hui proche de l'extrême droite.

## Biographie
Il est enseignant à la Freie Universität Berlin.
Pratiquement aucune source n'est disponible sur l'enfance et la jeunesse de Bernd Rabehl pendant la période national-socialiste et au début de la RDA. Dans la biographie qu'il a écrite pour sa thèse Marx et Lénine (1973), il écrit que « l' école primaire antifasciste, l'appartenance à la FDJ, le lycée » et le « travail forcé comme ouvrier » ont eu une influence durable sur sa vie. éducation.
Son partenaire est le journaliste et photographe Bärbel C. Richter. En tant que rédactrice et conceptrice du blog de Rabehl, elle dresse de lui le portrait suivant :

« Bernd Rabehl a toujours été un vagabond entre les contraires - et un joueur par nature. Il est littéralement né avec les deux. Au milieu de la guerre, en 1944, la mère a divorcé. Le père, sergent au service de santé et joueur, est parti tôt pour l'ouest. La famille est restée à Rathenow dans le Brandebourg. Une décision qui façonnera de manière décisive la carrière politique de Rabehl. »

Dans une interview pour la télévision secrète en 2007 avec Michael Vogt, souvent critiqué pour ses productions cinématographiques historiquement révisionnistes, Rabehl a rappelé les premières influences sur la "question nationale". Dans l'interview, il cite une chanson de Bertolt Brecht qui a été chantée lorsqu'il était dans la FDJ : « Adenauer , Adenauer, montre ta main, tu vends notre pays pour 30 pièces d'argent. ».
La construction du Mur en 1961 a été un événement décisif non seulement pour l'attitude de Rabehl envers l'Est, mais aussi pour son attitude envers l' Ouest . Dans un essai publié en 1968, il écrivait que "les étudiants crédules et les jeunes de la classe ouvrière" - dont Rudi Dutschke et lui-même - avaient tenté de prendre d'assaut le Mur. "Ils ont falsifié des passeports, creusé des tunnels, abattu des clôtures ou peint leurs slogans de liberté sur le ciment... La désillusion a suivi rapidement et a amené avec elle la prise de conscience que le mur avait été construit avec le consentement des États-Unis d'Amérique s'aurait à cette confirmation des accords de Téhéran, Yalta et Potsdam même temps déterminé à « écraser tranquillement les mouvements de libération dans le tiers-monde ». L'attitude des politiciens ouest-allemands à l'égard de la construction du mur a également montré clairement « qu'ils n'étaient pas prêts pour une "action décisive" », et que la guerre leur était « interdite par la division intra-capitaliste du pouvoir après la Seconde Guerre mondiale».
Rabehl était un ami proche et un compagnon de Dutschke dans les années 1960. En 1962, ils rejoignirent le groupe "Subversive Aktion", qui avait été fondé par Dieter Kunzelmann et d'autres à Munich. Le groupe avait des avant-postes à Tübingen, Stuttgart, Francfort-sur-le-Main et à Berlin-Ouest. Elle a attiré l'attention sur elle-même avec des actions artistiquement provocatrices.
Rétrospectivement (1988), Rabehl a décrit sa propre situation et les Dutschke de ce groupe comme suit :

« Ici en Occident, nous lisons d'abord les critiques de la RDA, parce que nous sommes encore trop des gens de la RDA. Nous lisons Trotsky , nous lisons Bakounine , nous lisons Carola Stern ; bref, tout ce qui touche à la question de savoir de quel type de société nous venons. Et en même temps, nous essayons de connaître l'Occident. Ainsi les éclectiques esthétiques-artistiques rencontrent-ils les éclectiques politiquement déracinés. Car nous étions aussi éclectiques, i. En d'autres termes, nous n'avions pas une vision du monde figée , nous n'avions que des fragments. Et nous discutons maintenant de ce qui doit réellement être fait ou si rien ne peut être fait. »

En 1965, Rabehl rejoint le SDS avec Dutschke. Comme Reinhard Strecker l'a montré dans une interview, l'influence de Dutschke, Rabehl et d'autres personnes au sein du SDS signifiait que ses initiatives pour se réconcilier avec le passé nazi de la République fédérale étaient plus ou moins abandonnées.
En 1967/68, Rabehl a travaillé au conseil national du SDS. Dès 1967, il fait circuler en interne un papier dans lequel il propose de transposer le «nationalisme de libération» de Frantz Fanon aux conditions allemandes. Ce papier disait :

« La gauche marxiste doit continuer à pousser les prémices du nationalisme, précisément au point névralgique que l'Allemagne a été divisée par l'allié USA, qui a sanctionné cette division à partir de Téhéran. [...] Le nationalisme sous cette forme est une sorte de collection, crée une alliance entre les socialistes individuels, qui peuvent ainsi devenir politiquement efficaces. »

En 1969/70, Rabehl fut l'un des initiateurs de la soi-disant campagne de la Ruhr. Ce n'était au départ qu'un cercle de lecture qui voulait conquérir la région de la Ruhr pour les étudiants révolutionnaires, mais ils voulaient d'abord compléter un programme de lecture de Lénine et Staline, se renseigner sur place et faire une analyse de lieu et de classe. C'est dans ce contexte que Rabehl a écrit sur le DKP. La campagne de la Ruhr n'est jamais arrivée dans la région de la Ruhr. Certains des militants ont ensuite fondé le KPD/ML, Rabehl n'était pas l'un d'entre eux.
En 1973, Rabehl a terminé sa thèse. La veuve de Dutschke, Gretchen Dutschke-Klotz, rapporte dans la biographie de son mari qu'il y avait un grave conflit entre lui et Rabehl au sujet du travail. Dutschke a insisté sur le fait que Rabehl a plus ou moins copié son idée d'analyser l'Union soviétique comme un « mode de production asiatique » contemporain pour sa thèse. Rabehl nie cela.

### Tournant national-révolutionnaire
Fin 1998, Bernd Rabehl a prononcé un discours devant la fraternité Danubia à Munich. Là, il a mis en garde, entre autres, contre une « infiltration étrangère » culturelle en Allemagne, qui favorise déjà des conditions de guerre civile et le terrorisme en Allemagne et en Europe. De plus, dans son discours, il a affirmé que la « gauche antifa » et « certains médias nationaux et étrangers » avaient rendu ce sujet tabou :

« Ce problème d'infiltration étrangère et de dissolution d'une culture nationale ou urbaine ne devrait pas être discuté en Allemagne. La gauche antifa est consciemment en alliance avec certains médias nationaux et étrangers pour impliquer l'intelligentsia culturelle allemande et ne pas poser certaines questions. Si ce souci de tabouiser la « question allemande » dans le cadre de l'immigration et de « l'infiltration étrangère » devait se matérialiser, les élites dirigeantes au pouvoir, dépendantes des critiques et de l'humeur du pays, seraient également dans l'incapacité d'agir. Avec cet immobilisme dans la question nationale, les positions extrêmes finiraient par servir de bouée de sauvetage : par exemple , résoudre le chômage de masse et les troubles internes du pays via une dictature. »

Le discours est parvenu à l'hebdomadaire Junge Freiheit via Horst Mahler et y a été publié avec un certain nombre de changements de contenu, sans que les éditeurs ne signalent ces changements. Dans une lettre aux éditeurs, Rabehl a critiqué la publication non autorisée. Il n'a pas contesté le contenu essentiel du discours lui-même. Il a ensuite continué à écrire sur divers sujets dans Junge Freiheit . Après la publication du discours, Rabehl a été accusé de nationalisme ethnique et d'antisémitisme secondaire. Il a rejeté cela comme une dénonciation. L'interprétation nationale-révolutionnaire contenue dans le discoursLa révolte de 1968, et notamment celle de Dutschke, a été interprétée par des collègues, des amis et des gauchistes comme le « coming out » extrémiste de droite de Rabehl.
Le Berliner Zeitung a rapporté que Rabehl avait déclaré lors d'une discussion avec des vétérans du SDS qu'il avait lui-même trouvé que le texte était très proche du langage nazi. Le journal citait Rabehl disant : « Oh, c'est la langue LTI, la langue du Troisième Reich.» Selon le Berliner Zeitung, il n'a cependant rien voulu retirer du contenu de ce texte.
Après la conférence à la fraternité Danubie, Rabehl radicalise de plus en plus ses vues. En particulier, un prétendu "club d'Auschwitz" est devenu de plus en plus le centre de ses considérations. Dans une interview accordée à Junge Freiheit , Rabehl a décrit le «tabou de l'antisémitisme» comme le « maître tabou » de la société allemande contemporaine, qui a été utilisé notamment par l'État d'Israël contre l'Europe et l'Amérique du Nord pour faire taire les critiques , mais aussi par les gouvernements d'Amérique du Nord et d'Europe seraient utilisés pour faire taire les opposants chez eux. Rabehl a dit :

« Le moyen le plus simple de stigmatiser, d'isoler et d'anéantir socialement l'opposant est d'utiliser le tabou de l'antisémitisme. Le soi-disant club d'Auschwitz est la super arme dans l'arsenal de la gauche politiquement correcte en Europe et en Amérique du Nord. Malheureusement, cela s'accompagne d'une instrumentalisation du tabou de l'antisémitisme par l'État d'Israël. »

Rabehl a vu et se voit délibérément incompris. Ils veulent le détruire, comme il l'a dit dans plusieurs publications. Dans un essai sur Rudi Dutschke, il interprétait les critiques sévères auxquelles il avait été exposé depuis sa présentation à la fraternité Danubia comme une vilaine campagne impliquant « des informateurs et informateurs du MfS et du HVA » ainsi que « des profiteurs et des parasites du secteur culturel ». "La direction", écrit Rabehl, "ne faisait pas référence aux sectes Antifa, mais aux services secrets étrangers.

## Œuvres
En allemand
- Notizen zum Problem: Marxismus und Nationalismus. o. O. u. J.
- Von der antiautoritären Bewegung zur sozialistischen Opposition. In: Uwe Bergmann u. a. (Hrsg.): Rebellion der Studenten oder Die neue Opposition. Reinbek 1968.
- Parlamentarismusdebatte 2, Die DKP eine neue sozialdemokratische Partei. Underground Press 1969.
- Marx und Lenin. Berlin 1973.
- Geschichte und Klassenkampf. Berlin 1973.
- Preobrashenskijs Theorie der „neuen Ökonomik“ beim Aufbau des Sozialismus. In: E. Preobrashenskij: Die sozialistische Alternative: Berlin 1974.
- Der „neue“ Staat und die Keimformen einer „neuen“ Klasse in der Sowjetunion. In: Rudi Dutschke u. a. (Hrsg.): Die Sowjetunion, Solschenizyn und die westliche Linke. Reinbek 1975.
- Die Kontroverse innerhalb des russischen Marxismus über die asiatischen und westlich-kapitalistischen Ursprünge der Gesellschaft, des Kapitalismus und des zaristischen Staates in Russland. In: Karl Marx: Die Geschichte der Geheimdiplomatie des 18. Jahrhunderts. Berlin 1977.
- Auf dem Wege in die nationalsozialistische Diktatur. In: M. Scharrer (Hrsg.): Kampflose Kapitulation. Hamburg 1984.
- Demokratisierung als Redemokratisierung. In: Liberal: Heft 1, Berlin 1984.
- (u. a.:) Arbeiterbewegung, Populismus und neue soziale Bewegungen. In: Rolf Ebbighausen u. a. (Hrsg.): Das Ende der Arbeiterbewegung in Deutschland. Opladen 1984.
- Bedeutung der Bundesassistentenkonferenz aus der Sicht der Studentenbewegung. In: S. Freyer, U. Groß und C. Oehler (Hrsg.): Wissenschaftlicher Nachwuchs ohne Zukunft. Kassel 1986.
- Marxismus heute, toter Hund oder Pudels Kern?. Frankfurt am Main 1986.
- (u. a.:) Provokationselite. Manuskript, Berlin 1986.
- „Geschichte wird gemacht, es geht voran“. In: Verein Kritische Sozialwissenschaft und Politische Bildung (Hrsg.): Linke Spuren. Wien 1987.
- Der Sozialistische Deutsche Studentenbund. In: Haus der Gewerkschaftsjugend (Hrsg.): Zwischen Kooperation und Konfrontation. Marburg 1988.
- Am Ende der Utopie. Berlin 1988.
- National-revolutionäres Denken im antiautoritären Lager der Radikalopposition von 1961 bis 1980. In: Junge Freiheit 18. Dezember 1998, wir selbst 3-4/1998, Mitteilungen der Gesellschaft für Kulturwissenschaft, Juni 1999.
- Feindblick, Der SDS im Fadenkreuz des „Kalten Krieges“. Berlin 2000[9].
- Rudi Dutschke. Edition Antaios, Dresden 2002.
- (u. a.:) Die antiautoritäre Revolte. Wiesbaden 2002[10].
- Die Faschismusjäger, der "europäische Faschismus" und die NPD. In: NPD-Fraktion im sächsischen Landtag (Hrsg.), Die ganz linke Tour (Beiträge zur sächsischen Landespolitik, Heft 7), o.O. o.J. (Dresden 2005), S. 31ff (Referat vor der NPD-Landtagsfraktion Sachsen, 8. Juni 2005)
- Linke Gewalt, Edition Antaios, Schnellroda 2007.
- Apocalypse Now – der Niedergang der nordamerikanischen Großmacht, in: Luge, Heiko (Hrsg.): Grenzgänge - Liber amicorum für den nationalen Dissidenten Hans-Dietrich Sander, Ares Verlag, Graz 2008.

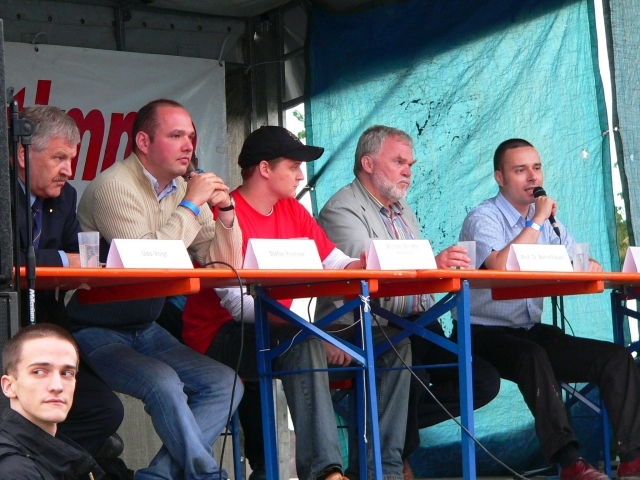
Bernd Rabehl (sur le podium, 2e depuis la droite) avec le représentant du NPD Udo Voigt (situé tout à gauche) et celui des Jeunesses du NPD Stefan Rochow (situé tout à droite) le 5 août 2006, à Dresde-Pappritz, à l'occasion d'un événement organisé par le journal Deutsche Stimme.